# كاراتراكا
بلدية كَرتراكا أو كرتراكة (بالإسبانية: Carratraca) هي بلدية تقع في مقاطعة مالقة التابعة لمنطقة أندلوسيا جنوب إسبانيا.

## الديموغرافيا
بلغ عدد سكان بلدية كرتراكا 875 نسمة عام 2011 (وفقاً للمعهد الوطني الإسباني للإحصاء).
| 870 | 838 | 860 | 871 | 910 | 896 | 875 |